# Wonderland (맥플라이의 음반)
| 전문가 평가 | 전문가 평가 |
| 평가 점수   | 평가 점수   |
| 출처        | 점수        |
| ----------- | ----------- |
| AllMusic    | [ 1 ]       |

《Wonderland》는 영국의 팝 록 밴드 맥플라이의 두 번째 스튜디오 음반이다. 이 음반은 2005년 8월 29일, 영국에서 발매되었으며, 발매와 동시에 영국 음반 차트에서 1위를 차지하며 큰 성공을 거두었다. 이로써 맥플라이는 음반 차트에서 두 차례 1위를 기록한 최연소 밴드라는 세계 기록을 세웠다. 영국 내에서 30만 장 이상의 판매고를 올려 플래티넘 인증을 받았으며, 데뷔 음반 《Room on the 3rd Floor》보다 국내 성적은 다소 낮았지만, 전 세계적으로는 동일한 판매량인 100만 장 이상을 기록하며 상업적으로 성공을 거두었다.

## 배경
이 음반에는 밴드의 데뷔 음반 대부분을 공동 프로듀싱한 초기 협력자 휴 패덤의 프로덕션과, 전 버스티드 프로듀서 스티브 파워의 프로덕션이 포함되어 있다. 이 음반은 밴드의 첫 번째 음반보다 더 이야기 같은 서사를 따르며, 약간 더 발전된 스타일의 팝을 채택하고 있다. 밴드의 첫 번째 음반과는 달리, 이 음반에는 히든 트랙이 없다.
이 음반에서는 네 곡의 싱글이 발매되었다. 〈All About You〉는 2005년 공식 코믹 릴리프 싱글로 발매되었으며, 그 외에 〈I'll Be OK〉, 〈I Wanna Hold You〉, 그리고 〈Ultraviolet〉과 〈The Ballad of Paul K〉의 더블 A-사이드가 포함된다.
디럭스 버전은 밴드의 접이식 사진들과 확장된 소책자가 포함된 특별 게이트폴드 포장으로 출시되었다. 일본판 음반에는 두 개의 추가 트랙과 두 개의 뮤직 비디오가 수록되어 있다.

## 곡 목록
| #   | 제목                          | 작사·작곡                         | 재생 시간 |
| --- | ----------------------------- | --------------------------------- | --------- |
| 1.  | 〈I'll Be OK〉                | 톰 플레처, 대니 존스, 더기 포인터 | 3:24      |
| 2.  | 〈I've Got You〉              | 플레처, 존스, 그레이엄 굴드먼     | 3:18      |
| 3.  | 〈Ultraviolet〉               | 플레처, 존스                      | 3:56      |
| 4.  | 〈The Ballad of Paul K〉      | 플레처, 존스, 포인터              | 3:17      |
| 5.  | 〈I Wanna Hold You〉          | 플레처, 존스, 포인터              | 2:59      |
| 6.  | 〈Too Close for Comfort〉     | 플레처, 존스, 포인터              | 4:37      |
| 7.  | 〈All About You〉             | 플레처                            | 3:06      |
| 8.  | 〈She Falls Asleep - Part 1〉 | 플레처                            | 1:43      |
| 9.  | 〈She Falls Asleep - Part 2〉 | 플레처                            | 4:11      |
| 10. | 〈Don't Know Why〉            | 존스                              | 4:20      |
| 11. | 〈Nothing〉                   | 플레처                            | 3:50      |
| 12. | 〈Memory Lane〉               | 플레처, 제임스 본                 | 4:40      |

## 인증
| 국가                       | 인증     | 판매량/출하량 |
| -------------------------- | -------- | ------------- |
| 영국 (BPI)                 | 플래티넘 | 300,000^      |
| ^출하량을 기반으로 한 인증 |          |               |